# Enrique Franco
Enrique Franco Manera (Madrid, 2 de marzo de 1920 - id. 18 de abril de 2009) fue un crítico musical, pianista y compositor español. Muy destacable fue su labor como vicepresidente de la Fundación Albéniz. Su asesoramiento y orientación fueron decisivos para que la Escuela Superior de Música Reina Sofía y la propia fundación lograran un prestigio internacional.

## Trayectoria
Franco Manera nació en una familia malagueña y tuvo cuatro hermanos, entre ellos, la escritora Dolores Franco Manera (que casó con  el filósofo Julián Marías) y el director de cine Jesús Franco. Entre sus sobrinos han destacado el escritor Javier Marías, el historiador de arte Fernando Marías Franco y el director de cine Ricardo Franco.
Franco Manera fue uno de los pioneros en la crítica musical española. Desde 1940 trabajó como crítico en varios diarios españoles desde 1952 en Arriba (periódico), y desde 1976 en El País. Fue director de la sección musical en Unión Radio, en Radio Nacional de España (RNE) y en Cadena SER desde 1946 a 1952. Fundó en RNE el Segundo Programa de RNE que actualmente es conocido como Radio Clásica.
Formó parte de la junta directiva de la Unión Europea de Radiodifusión durante 30 años y del Consejo de la Música en el Ministerio de Cultura. Promovió nuevas tendencias musicales y su conocimiento desde la Tribuna Internacional de Compositores del Consejo Internacional de la Música (UNESCO) en las décadas de 1950 y 1960.
Franco Manera fue uno de los fundadores de la Orquesta Sinfónica de RTVE. Fue miembro de Comités de Asesores para la Programación en diferentes etapas, tanto para Televisión como para Radio. En la radio trabajó junto a Luis de Pablo, Cristóbal Halffter, Claudio Prieto, Carlos Cruz de Castro, José Ramón Encinar, José Luis García del Busto, Alfredo Aracil, Tomás Marco entre otros.
Su trabajo musical se centró especialmente en autores españoles, especialmente en Isaac Albéniz, Ernesto Halffter y Manuel de Falla.
Falleció el 18 de abril de 2009 a los 89 años en el Hospital de la Fundación Jiménez Díaz de Madrid.

## Filmografía

### Cine
- La camioneta gris (1990)

## Reconocimientos
- Medalla de Oro al Mérito de las Bellas Artes
- 1998 Premio de Cultura de la Comunidad de Madrid
- En enero de 2011 (póstumo), el Consejo de Ministros de España le concedió la Gran Cruz de Alfonso X el Sabio.[7]